# Nanochimica
La nanochimica è una nuova disciplina che si interessa delle proprietà uniche associate a insiemi di atomi o molecole su una scala compresa tra quella delle singole particelle elementari e quella del materiale grossolano. A questo livello, gli effetti quantistici possono essere significativi e si rendono anche possibili modi innovativi di effettuare reazioni chimiche.
È la scienza di strumenti, tecnologie e metodologie per la sintesi chimica, l'analisi e la diagnostica biochimica, svolta nei domini che vanno dal nanolitro al femtolitro.
La nanochimica fa uso della sintesi chimica per fare i mattoni (o particelle elementari) in scala nanometrica di desiderata forma, dimensione, composizione e struttura di superficie, carica e funzionalità, con un obiettivo opzionale per il controllo dell'auto-assemblaggio di questi mattoni elementari su varie scale di lunghezza.
La nanochimica usa semi-conduttori che conducono l'elettricità soltanto in condizioni specifiche. Poiché i semi-conduttori sono molto più piccoli dei normali conduttori, il prodotto può essere molto più piccolo.